# Linzi Hateley
Linzi Hateley (Birmingham, 23 ottobre 1970) è un'attrice e cantante britannica.

## Biografia
Ha studiato all'Italia Conti Academy of Theatre Arts, prima di debuttare nel musical Carrie con Barbara Cook a Stratford-upon-Avon nel 1987; l'anno successivo il musical ha debuttato a Broadway con la Hateley nel ruolo della protagonista. Il musical fu un flop e chiuse dopo poche repliche, ma Hateley vinse il Theatre World Award. Tornata in Gran Bretagna, debutta nel West End londinese nel 1988, quando interpreta Éponine nel musical Les Misérables. Da allora ha recitato in numerosi musical, tra cui Just So (1990), Joseph and the Amazing Technicolor Dreamcoat (1991; candidata al Laurence Olivier Award alla migliore attrice in un musical), Grease (1993), Anyone Can Whistle (1997), Into The Woods (1997), The Secret Gardens (2000), Love Songs (2002), Chicago (2003; 2006), Mary Poppins (2007) e Mamma Mia! (2009-2010; 2016).

## Filmografia parziale
- Les Misérables, regia di Tom Hooper (2012)